# Allomyia coronae
Allomyia coronae là một loài Trichoptera trong họ Apataniidae. Chúng phân bố ở miền Cổ bắc.